# 僕の文芸部にビッチがいるなんてありえない。
『僕の文芸部にビッチがいるなんてありえない。』（ぼくのぶんげいぶにビッチがいるなんてありえない。）は、赤福大和による日本のライトノベル。イラストは朝倉はやてが担当している。略称は「僕ビッチ」。講談社ラノベ文庫（講談社）より2014年8月から2017年9月まで刊行された。

## あらすじ
小説第1巻
今まで美少女に対して良い思い出を持っていない育野耕介。過去の経験から現実の美少女はビッチばかりだと信じる耕介は、今日も文芸部の部室でオタクライフを満喫するのだった。ところがある日、学園の生徒会長補佐を務め学年でも人気のある美少女、東雲伊吹から文芸部を廃部にするという通告を受ける。文芸部を存続させるために生徒会が出した条件は2つ。1つ目は「新規で2人以上の部員を確保すること」、2つ目は「生徒会の業務を一部受け持つこと」だった。こうして耕介は新規の部員を探しつつ、生徒会の手伝いとして受け持つことになった生徒会相談所を開設することとなった。
相談所に訪れた最初の相談者は、学年で伊吹と人気を二分する美少女の愛沢愛羽。その見た目から男に関して良くない噂が多数流れる愛羽だったが、実際の恋愛経験は皆無。友達である黒姫亜海に交際経験を疑われた愛羽は、耕介に疑似彼氏になってほしいと依頼してきたのだ。耕介は文芸部へ入部するのと引き換えに、愛羽の依頼を引き受けるのだった。
しかし女の子とデートなどまったくしたことがない耕介ではとても彼氏役は務まらず、逆に愛羽から気を使われ、伊吹からもたびたびフォローをされるという有様だった。だが不良たちに絡まれていた愛羽を助けるために男気を見せたことで評価は覆り、「ありえないことを色々されたけど格好良かった」と言われた。その後、高虎と名乗る小柄な美少女から「チア部の制服が無くなったので探してほしい」と相談を受ける。しかし、彼女の正体は耕介の幼馴染にして「最初のビッチ」と言われる高虎天虎こと「天姉」だった。耕介と話がしたかった彼女は自分で制服を隠し、偽りの依頼を持ちかけることで彼の気を引こうとしていたのだった。久々の再会に喜ぶ耕介は幼馴染に「いつも一緒にいてくれて大好きだった」「今の僕なら天姉を助けることもできる、昔とは違う」と素直な気持ちを伝え、不器用ながらもわだかまりを解くことに成功した。
その後日、再び愛羽から相談を受ける耕介。またもや亜海から疑われたため、今度は「彼氏とラブホで過ごす気持ちを知りたい」と協力を申し込んできた。変装してホテルに入る耕介と伊吹だったが、愛羽だけは素の格好のまま来てしまった。これが裏目となり、後日、愛羽が男と一緒にホテルに入る瞬間の写真が学校中に出回ってしまう。教師たちもそのことを知ることとなり、伊吹は非情な決断を下す。愛羽を退学に処すると耕介に告げ、取り下げてほしければ大人しくペットになるように迫る。それが嫌なら全校集会の席で反対意見を告げるか。耕介はどちらも選ぶことができず、一度は見捨てることを選ぶ。しかし、愛羽の行動原理が母子家庭で頑張る母を心配させたくなかったことから来ることを知り、迷いながらも日々を過ごすこととなった。そして全校集会の日、ついに生徒と教師陣が見守る中で愛羽に退学処分が言い渡されることとなる。その寸前、伊吹とて愛羽を退学にしたくないということを態度から見抜き奮起。伊吹が教えてくれた推理の仕方を真似、愛羽を陥れた真犯人の存在やその動機を衆目の中で語る。犯人の名前こそは愛羽を気遣って口には出せなかったが、耕介にも伊吹にも正体はわかっていた。愛羽がトラブルを起こすように誘導していたのは、友人であったはずの黒姫亜海だった。彼女は愛羽の人気に嫉妬し陥れようとしていたのだ。最終的に伊吹から「しばらくの間、愛羽に近づいてはならない」と告げられ表立った処分は下されることなく幕を引いた。
肝心の部員集めも期日ギリギリになって伊吹が入部届を提出したことで解決。しかし条件として「何でも言うことを聞く」というものを突き付けられてしまう。一連の事件を通じて伊吹の態度が照れ隠しから来るものだと気づき、愛羽の人柄も知ったことで二人に対する認識はかなり変わっていた。その帰り道、愛羽から再びデートを申し込まれる。今までついた嘘を本当にしたいというもので、耕介も協力を約束する。「大好きな人としか手を繋がない」はずだった愛羽と手を繋ぎ、耕介は自分の本当の気持ちを誤魔化すように「厄介なビッチ」と無理やり考えることにするが、結局、部室に行くたびに「僕の文芸部にビッチがいるなんてありえない」と思ってしまうだった。
小説第2巻
愛羽の退学が撤回され、文芸部を廃部にしようとした張本人でもある伊吹が入部したことで、廃部の危機を脱した文芸部。しかし生徒会の手伝いとして行っていた相談所の利用者が急増、耕介たち文芸部のメンバーは文化祭の準備も重なり、忙しい毎日を送ることになる。ある日、文芸部の元に1通の手紙が届く。どうやらその手紙の主が、文芸部の実力を試すと称して相談者を仕向けているようだ。
さらに耕介は学校で偶然に再開した幼なじみの高虎天虎にデートのお誘いを受け、なぜか文芸部のメンバーと4人でデートへ行くことになる。そのデートの終わり際に、天虎から文芸部に依頼が来る。内容は天虎が所属するチア部で起こった、奇妙な現象を解決してほしいというものだった。
小説第3巻
愛羽と伊吹の２人を同時に好きになってしまった耕介。この様な気持ちは駄目だと思うも自分の気持ちを整理できずにいた。そんな中、相談所に校内では不良として知られる九重紫月が自分の家が経営する海の家の手伝いを依頼してきた。校内での噂が気になりつつも、伊吹の意見により手伝いをすることになった耕介達だが、紫月の目的は別にあった。

## 登場人物

### 文芸部（生徒会相談所）
本作における主人公とヒロインたち。元々は耕介が趣味にいそしむための個人的な空間だったが、紆余曲折を得て生徒たちから寄せられる様々な相談や悩みに対応する窓口となった。
育野 耕介（いくの こうすけ）
本作の主人公。宇呂丹高校に通う1年生。文芸部の正規部員（部長）でもある。過去のトラウマから目立つことを嫌い、友人と呼べるほどの人間は関係は作らず、自分がオタクであることも周囲には隠している。
中学2年生の頃、性格も良さそうでおしとやかな黒髪の美少女と仲良くなり、その関係は付き合う寸前まで発展した。ところがその子には本命の彼氏がおり、初めての彼氏と上手に付き合うための練習台として利用されていただけだったことが判明する。幼稚園、小学校とあまり美少女に対していい思い出を持っていなかった耕介は、その出来事が引き金となり現実の美少女はビッチばかりであると信じ込むようになる。
小学校3年生のころには、妹のシャルテがいじめを受けていることを知り、耕介は全校児童の前でいじめを行っていた犯人格の女子を吊し上げ謝罪させたことがある。しかしその女子は耕介のクラス内で人気が高い女子の妹であったため、クラス内で耕介に対するいじめが勃発。やがてそれは全校児童に広がり卒業までの3年間、地獄のような日々を過している。そのことが原因で耕介は自信を無くしてしまい、人前に出ることが恐怖と感じるようになった。
父・母・妹の4人暮らし。父と母は世界各地の紛争地帯に出向いて患者を診る医者をしている。そのため殆ど家に帰ってくることはなく、忙しく世界を飛び回っている。
ライトノベルやアニメといったオタク文化を好んでいる。中学2年生の修学旅行前日に練習台として利用されていたことを知った耕介は、ショックから修学旅行に参加せず一日寝込んでいたことがある。その翌日、亡霊のように街中を彷徨った耕介は、偶然立ち寄った書店でとあるライトノベルと出会う。その作品で美少女の本来の魅力に気付いた耕介は、色々なライトノベルを読みはじめ、次第に濃厚なオタクへと変貌していった。サブカルチャー関連の消費は文芸部で行っている。
愛沢 愛羽（あいざわ まなは）
本作のヒロイン。一年生。耕介のクラスメイト。途中から文芸部に入部する。染めた金髪をサイドテールにしており、モデルのように細い体と大きな胸が特徴的で、指先には爪化粧をし、耳にはピアスが輝いている。伊吹と学年で人気を二分する美少女で、特に男子からの人気が高い。所謂ギャル。伊吹がおっとりとしたお嬢様であるのに対し、愛羽は細かい事を気にしない男っぽい性格をしている。耕介曰く二大ビッチの一つ「色欲ビッチ」とのことだったが、後述の事情により誤解であったことが判明する。
その見た目から男好きで何人もの男と付き合っているや、ブランドものに目がなくお金のためにならどんな男とでも寝るといった噂が流れているが、実際は男と付き合ったことは一度もなく、男の人と接するのも得意ではない。教室でよく男の人との経験を話しているが、周囲に合わせて嘘をついてきただけであり、母親想いの頑張り屋ですごくピュアな人物である。一方で負けず嫌いかつ見栄っ張りと言った一面を持っており、周囲の友達に嘘をついてしまうのはそのため。しかし「鬼バレ」と言われるほど嘘がつくのがヘタで友人たちにはバレていたという。
成績は伊吹に次いで学年で2位。愛羽の家は母子家庭で、少しでも母親の負担を減らすため、学費免除の特待生枠で入学している。父親はお酒を呑むと暴力をふるう人で、両親は愛羽が小さい頃に離婚している。その頃から男の人が怖くなり、どんな時でも男の人に対して愛想笑いを浮かべるようになった。男の人を苦手としているのもこれが理由となっている。
「E・メイド」というメイド喫茶でアルバイトをしている。アルバイトは母親が経済的に少しでも楽になれるように始めたもの。給料は将来のために貯蓄しており、あまり利用することはない。身に着けているブランド品を頻繁に変えているが、それも母親に自分のためにお金を使っていることをアピールするために行っているものである。
東雲 伊吹（しののめ いぶき）
もう一人のヒロイン。一年生。耕介のクラスメイトでクラス委員長を務めている。また理事長代理でもある。ゴキブリが苦手。
少々つり目ではあるものの、澄んだ優しい目をしており、その容姿は絵に描いたように美しい。宇呂丹高校を経営する東雲財閥の一人娘で、両親は既に他界しているためいずれは祖父の跡を継ぐ立場にある。勉強は学年トップ、スポーツもできる優等生である。委員長の仕事を的確にこなし、生徒会からスカウトを受け生徒会長補佐の仕事も行う。学校一といっても過言ではない美少女で、男子から絶大な人気を誇るが、そのカリスマ性から女子からの人気も高い。頭脳明晰で観察眼も鋭く、大抵の事件はさらっと解決してしまう。
耕介に曰く見た目で男を懐柔してしまう清楚系ビッチ。その言葉通り人を困らせて楽しんだりと性格はかなり悪いが、普段は猫を被っている。自身の二面性に気づき言いなりにならなかった男子は耕介が初めてである。自分に逆らう耕介のことを特別視しており、あらゆる手段を用いて耕介を自身のペットにしようとしている。文芸部を廃部にする提案を生徒会に出したのも伊吹である。目的は廃部に追い込んだ後、自分の補佐にして本格的にペットにするためだという。耕介を足蹴にしたり、「低能」「家畜」と罵る一方で、デート（飽くまでペットとの「散歩」）をする際は高級レストランの予約を入れ、専門の人間にメイクから衣装の着付けまでしてもらうなどかなり気合が入っていた。これらの横暴な態度については1巻の終盤にて「照れ隠し」であることを耕介に見抜かれている。
当初愛羽のことを嫌っていたが、愛羽が文芸部に入部したことで嫌でも顔を合わせるようになった。やがて自身を特別扱いせず、対等な立場で接してくれる愛羽に心を開くようになる。

### サブヒロイン
育野 シャルテ（いくの シャルテ）
耕介の義理の妹にあたる。宝刀中学校に通う3年生。勉強はできるが運動は苦手な優等生で、学校では生徒会長を務めている。銀色の綺麗な髪を持つ。義兄が好き好きでたまらず、かなり頻繁に肉体関係を迫ってくるなど非常に積極的。
ロシア人の血が流れるシャルテは、耕介が幼かった頃に耕介の両親に連れられてやってきた戦災孤児。当時若かった両親はシャルテが目の前で家族を亡くすところに遭遇し、自身の非力さを痛感したため「何かできることはないか」と考え連れて帰ってきた。連れてこられた当時は心を固く閉ざしており、新しい家族を受け入れようとはしなかったが、耕介が諦めずに接したことで徐々に心を開き始めた。しかし中学生の今でも心の底に当時の傷が残っているようで、感情の起伏を殆ど示さない。それが原因で小学生の頃はいじめを受けていた。そんな妹を救うため耕介はイジメの主犯格を糾弾するが、その相手が耕介と同学年の女子の妹だったため逆恨みされ、今度は彼がイジメの標的になってしまう。執拗なイジメは3年に渡って続き、シャルテも当時のことで迷惑を掛けてしまったことを気にしている様子だった。
最初の家族を少し傍から離れた間に失くしてしまったため、学校などどうしようもない時以外は耕介の元から片時も離れない。このためお風呂はもちろん、家事の最中や寝るまでの間も耕介がそばについている。耕介が文芸部でオタク文化を楽しむのもこれが理由となっている。
高虎 天虎（たかとら てんこ）
耕介の幼なじみ。幼稚園の頃まで耕介の隣の家に住んでいた。
耕介は天姉と呼んでいる。姉と呼ぶのは幼稚園の時、男女の中で飛び抜けて背が高かったため。しかしその後は背もあまり伸びず、今の身長はかなり小さい。橙色に近い金髪はお尻のあたりまで伸びており、猫耳のような2つの房のような癖っ毛が特徴的。
チア部に所属しており、1年生でありながらエースを務める。高校へはスポーツ推薦入学で入ってきている。見た目に反して身体能力がかなり高かったため、複数の高校から入学のオファーがあったという。
独占欲が強い性格で、幼稚園の頃は耕介がノリで天虎と結婚すると言ってしまったこともあり、片時も耕介を離そうとしなかった。また、耕介に近づく者は耕介の友人であろうと男女問わず叩いたりしていたため、少しずつ耕介から離れていってしまった。高校生になった今でもその性格は変わっておらず、ことあるごとに耕介に近づく伊吹と愛羽に警戒心を抱いている。

### その他の人物
藤咲（ふじさき）、南条（なんじょう）、祥子（しょうこ）、睦美（むつみ）
愛羽の友人たち。所謂モブキャラだが、中でも藤咲と南条は援助交際疑惑が誤解だと分かった際は「疑ってマジごめん」と謝罪している。
黒姫 亜海（くろき あみ）
第1巻における悪役。耕介の隣のクラスに所属するギャル。ゆるふわな茶髪でアイドルのような容姿を誇る。耕介曰く「自分が一番可愛い思っていそう」とのこと。愛羽と一緒にいることが多いが、心では愛羽の可愛さに嫉妬しており、愛羽が援助交際をしているという噂をでっち上げ、退学にさせようと目論んでいた。愛羽が嘘をついていることには気づいていたらしく、上手いこと見栄を張らせて援助交際をするように仕向け、その瞬間をカメラに写し新聞部に送りつけるという手口で愛羽を陥れようとしたが、最初から見抜いていた伊吹と自力で事実に至った耕介の活躍により失敗。目立った処分はなかったものの、伊吹からはしばらくの間、愛羽に近づいてはいけないと言い渡された。嫉妬の理由が伊吹と同じであり、かつ決着のシチュエーションが耕介の過去と似ていることからアンチテーゼでもある。
亀乃 あゆむ（かめの あゆむ）
チア部の部員。3年生。ゆったりとした口調と優しそうな性格を思わせるたれ目が印象的。天然だが本人は全く気付いていない。
目立つことが好きな性格でチア部に入部したのもそれが理由となっている。愛羽が退学処分を受けそうになった時、助けようと頑張る耕介と伊吹を見たあゆむは、羨ましいと思う一方で、2人に嫉妬のような感情を抱くようになる。そこで文芸部の実力を試すと称し、生徒会相談所に大量の相談者を仕向け妨害行為を行った。
九重 紫月（ここのえ しづき）
1年生。着崩した制服や大きな胸等ギャルの様な容姿が特徴。男子生徒を軽く手玉に取れる程腕っ節が強い。
校内では不良として知られているが実際は愛羽の様に家族思いである。表面上は強気な性格を通しているが、実際は繊細で傷つきやすい。罵倒した男子生徒から暴行されそうになった所を助けようとした耕介を気に入り、彼の事を名前で呼ぶようになる。また、文芸部に依頼しに行った際に耕介を誘惑する等して愛羽や伊吹を困惑させている。

## 用語
文芸部
耕介が自身の趣味に没頭するべく創設した部。執筆や論評など文芸部らしい活動はあまり行われていない。このため生徒会から廃部の話が持ち出されてしまう。部を存続させる条件として、新規で2人以上部員を集めること、生徒会が今まで行っていた生徒会相談所の業務を代わりに行うことの2つが挙げられた。
生徒会相談室
生徒たちの悩みを解決するという名目で伊吹が文芸部に設置した窓口。伊吹は耕介のサポートという立場を手にすることで部外者でありながら文芸部に出入りできるようになっており、廃部になった場合はそのまま耕介を自分に補佐にして側に置くという策を考えていた。廃部の危機が無くなった後は様々な相談が寄せられたが、多くが自分勝手な恋愛感情による独りよがり的なもので伊吹が冷たくあしらっている。
清楚系ビッチ
耕介が命名した「二大ビッチ」の一つ。曰く、「黒髪ロングでお淑やかなに見えるが、騙されて近づいてきた男たちを骨の髄までしゃぶって闇に葬り去る」。過去、偽りの恋人を演じて騙していた同級生の女子がモデルになっており、作中ではたびたび伊吹がこう呼ばれる。
色欲ビッチ
耕介が命名した「二大ビッチ」の一つ。曰く、「数多の異性と付き合って甘い汁を吸い、刹那的な快楽に浸る、節操のない下品な存在」。こちらは愛羽のことを指してたが、誤解が判明してからは殆ど槍玉に上げられない。

## 制作背景
本作は、デビュー作『共鳴無敵の落ちこぼれ』に次ぐ著者の2作目のラノベで、同じく講談社ラノベ文庫から刊行の『共鳴無敵～』と並行する形で執筆・発売されている。作者の赤福は本作を執筆する経緯について「女の子とイチャイチャするものが書きたい」と想を抱き、「担当編集者にお願いし書かせてもらったものが本作である」と述べている。また赤福は本作でやりたかったこととして、「女の子とイチャイチャする」と「何となくミステリっぽい話にする」の2つを挙げており、「ただのラブコメに飽きましたという方にも楽しんでいただければ」との趣旨での狙いを述べている。

## 既刊一覧
- 赤福大和（著） / 朝倉はやて（イラスト） 『僕の文芸部にビッチがいるなんてありえない』 講談社〈講談社ラノベ文庫〉、全10巻
  1. 2014年8月1日発売[4]、ISBN 978-4-06-375398-1
  2. 2014年10月31日発売[5]、ISBN 978-4-06-381413-2
  3. 2015年2月27発売[6]、ISBN 978-4-06-381447-7
  4. 2015年7月2日発売[7]、ISBN 978-4-06-381474-3
  5. 2015年10月30日発売[8]、ISBN 978-4-06-381500-9
  6. 2016年2月2日発売[9]、ISBN 978-4-06-381516-0
  7. 2016年6月2日発売[10]、ISBN 978-4-06-381539-9
  8. 2016年12月27日発売[11]、ISBN 978-4-06-381580-1
  9. 2017年6月2日発売[12]、ISBN 978-4-06-381608-2
  10. 2017年9月29日発売[13]、ISBN 978-4-06-381627-3